# Aang
Aang is de hoofdpersoon uit de animatieserie Avatar: De Legende van Aang van Nickelodeon.
De twaalfjarige Aang is een Luchtstuurdermonnik die bij de Luchtnomaden van de Zuidelijke Luchttempel hoort. Hij is de laatste nog levende Luchtmeester. Hij is ook de huidige incarnatie van de Avatar, de geest van de planeet in menselijke vorm, die alle vier de elementen kan sturen en wiens taak het is om de vier naties in harmonie samen te laten leven. Met zijn vrienden Katara en Sokka en zijn dieren Momo en Appa reist Aang rond om alle elementen te besturen, de Vuurnatie te verslaan en vrede te brengen tussen de vier naties.
Aang is gekenmerkt als een Luchtmeester door zijn kale hoofd en blauwe tatoeages op zijn hoofd en ledematen, met pijlen op zijn voorhoofd, handen en voeten. Hij heeft grijze ogen en is klein.

## Geschiedenis

### Een eeuw geleden
Aang werd opgevoed door de Luchtmeestermonniken in de omgeving van de Zuidelijke Luchttempel. Aang was een zorgeloze jongen en beheerste snel zonder al te veel inspanning zijn element, lucht. Zijn leven veranderde drastisch toen de monniken hem vertelden dat hij de Avatar was, bestemd om alle vier de elementen te kunnen beheersen en vrede te brengen in de wereld.
Normaal gesproken wordt de Avatar pas over zijn of haar identiteit verteld na de zestiende verjaardag, maar Aangs opvoeders zagen een oorlog tussen de naties aankomen en vonden dat de Avatar nodig was om weer evenwicht te brengen. Aang begon zich overweldigd te voelen door de last van zijn positie. Zijn vrienden sloten hem uit vanwege zijn krachten, terwijl zijn opvoeders hem te snel tot volwassenheid dwongen.
De enige monnik die sympathie had voor Aangs gevoelens was de oudere Gyatso, Aangs mentor en bewaker en voogd. Door Gyatso's grappen en spelletjes tussen de lessen door was het mogelijk dat Aang gelukkig kon opgroeien, maar de andere monniken vonden deze aanpak niet goed. Zij besloten Aang naar de Oostelijke Luchttempel te sturen zodat hij zich beter op zijn training kon richten.
Aang was bang en verward door dit besluit. Daarom liep hij weg, samen met zijn vliegende bizon Appa. Toen hij over de oceaan vloog dicht bij de Zuidelijke Waterstam, kwam hij in een storm terecht. Ze werden naar de zeebodem gezogen, maar toen betrad Aang de Avatarstatus en maakte een grote luchtbal die hem en Appa beschermde. Deze vroor echter in door het koude water. Door het licht van zijn ogen en tatoeages was de ijsberg die ontstaan was fel verlicht.

### Tegenwoordig
Op een dag ontdekten twee kinderen van de Zuidelijke Waterstam (Katara, een Watermeester, en haar broer Sokka) een vreemde kale jongen, ingevroren in een ijsberg. Ze bevrijdden Aang en namen hem mee naar hun dorp. Al snel kwam Aang erachter dat de wereld erg veranderd was in de 100 jaar dat hij weg was. In die tijd had Vuurheer Sozin met de afwezigheid van de Avatar en de kracht van een komeet een voordeel gekregen om een oorlog te beginnen tegen de andere drie naties. Aang vond het heel erg toen hij hoorde dat de Vuurnatie volkerenmoord gepleegd had op de Luchtnomaden. De Luchttempels waren verwoest en de monniken waren gedood in een poging van de Vuurmeesters om de Avatar te vernietigen. Aang is dus de laatste Luchtmeester.
Sindsdien weet Aang dat de toekomst van de vier naties in zijn handen ligt. Het is zijn taak om de vrede te herstellen. Om zijn doel te behalen, gaan Aang, Katara en Sokka op zoek naar andere elementenmeesters waar hij van kan leren, terwijl ze de Vuurnatie moeten ontlopen.
Aang kan nog altijd moeilijk omgaan met de zware taak die op zijn schouders rust. Maar langzamerhand leert hij er steeds beter mee om te gaan. Uiteindelijk verslaat hij de Vuurheer en brengt zo vrede in de wereld.

### Liefde
Aang blijkt ook vanaf de eerste keer dat hij haar zag gevoelens te hebben voor Katara. Maar helaas ziet ze hem in het begin meer als haar kleine broertje dan als een vriendje.
In seizoen 1, tijdens de episode waar ze een waarzegster ontmoeten, probeert Aang Katara te versieren, maar het was tevergeefs. Op het einde van deze episode blijkt Katara toch even na te denken over een relatie met Aang. De waarzegster zei haar dat ze met een machtige meester zou trouwen. Wanneer Sokka zegt dat hij soms vergeet dat Aang zo'n machtige meester is, beseft ze dat hij dat inderdaad is en denkt ze terug aan haar voorspelling.
Aang probeert Katara af en toe eens te vertellen dat hij van haar houdt, maar Katara hoort dit nooit of Aang wordt onderbroken. Het wordt pas echt duidelijk hoeveel hij van haar houdt, als hij zijn kans om ooit nog in de Avatar Trance te geraken opgeeft om Katara te redden, die aangevallen wordt. Tijdens de invasie kust hij haar plots, omdat hij weet dat de kans bestaat dat hij zal sterven. Hierna is alles nog altijd zoals vroeger, waar Aang niet echt blij mee is. Hij had gehoopt dat hij en Katara samen zouden zijn na die kus. Wanneer hij er met Katara over spreekt, zegt ze dat ze in de war is en dat er belangrijkere dingen zijn op dat moment. Hij kust haar weer, maar Katara rent weg. Op het einde van de serie besluit ze toch dat hij de ware is en kussen ze. Zo eindigt de serie.
|        |        |        |        |        |        |  |  |        |        |        |        | Kanna  | Kanna  | Kanna | Kanna | Kanna  | Kanna  |        |        | Pakku  | Pakku  | Pakku | Pakku | Pakku  | Pakku  |        |        |        |        |  |  |  |  |  |  |
|        |        |        |        |        |        |  |  |        |        |        |        | Kanna  | Kanna  | Kanna | Kanna | Kanna  | Kanna  |        |        | Pakku  | Pakku  | Pakku | Pakku | Pakku  | Pakku  |        |        |        |        |  |  |  |  |  |  |
|        |        |        |        |        |        |  |  |        |        |        |        |        |        |       |       |        |        |        |        |        |        |       |       |        |        |        |        |        |        |  |  |  |  |  |  |
|        |        |        |        |        |        |  |  |        |        |        |        |        |        |       |       | Kya    | Kya    | Kya    | Kya    | Kya    | Kya    |       |       | Hakoda | Hakoda | Hakoda | Hakoda | Hakoda | Hakoda |  |  |  |  |  |  |
|        |        |        |        |        |        |  |  |        |        |        |        |        |        |       |       | Kya    | Kya    | Kya    | Kya    | Kya    | Kya    |       |       | Hakoda | Hakoda | Hakoda | Hakoda | Hakoda | Hakoda |  |  |  |  |  |  |
|        |        |        |        |        |        |  |  |        |        |        |        |        |        |       |       |        |        |        |        |        |        |       |       |        |        |        |        |        |        |  |  |  |  |  |  |
|        |        |        |        |        |        |  |  |        |        |        |        |        |        |       |       |        |        |        |        |        |        |       |       |        |        |        |        |        |        |  |  |  |  |  |  |
|        |        |        |        |        |        |  |  | Aang   | Aang   | Aang   | Aang   | Aang   | Aang   |       |       | Katara | Katara | Katara | Katara | Katara | Katara |       |       | Sokka  | Sokka  | Sokka  | Sokka  | Sokka  | Sokka  |  |  |  |  |  |  |
|        |        |        |        |        |        |  |  | Aang   | Aang   | Aang   | Aang   | Aang   | Aang   |       |       | Katara | Katara | Katara | Katara | Katara | Katara |       |       | Sokka  | Sokka  | Sokka  | Sokka  | Sokka  | Sokka  |  |  |  |  |  |  |
|        |        |        |        |        |        |  |  |        |        |        |        |        |        |       |       |        |        |        |        |        |        |       |       |        |        |        |        |        |        |  |  |  |  |  |  |
|        |        |        |        |        |        |  |  |        |        |        |        |        |        |       |       |        |        |        |        |        |        |       |       |        |        |        |        |        |        |  |  |  |  |  |  |
| Pema   | Pema   | Pema   | Pema   | Pema   | Pema   |  |  | Tenzin | Tenzin | Tenzin | Tenzin | Tenzin | Tenzin |       |       | Kya    | Kya    | Kya    | Kya    | Kya    | Kya    |       |       | Bumi   | Bumi   | Bumi   | Bumi   | Bumi   | Bumi   |  |  |  |  |  |  |
| Pema   | Pema   | Pema   | Pema   | Pema   | Pema   |  |  | Tenzin | Tenzin | Tenzin | Tenzin | Tenzin | Tenzin |       |       | Kya    | Kya    | Kya    | Kya    | Kya    | Kya    |       |       | Bumi   | Bumi   | Bumi   | Bumi   | Bumi   | Bumi   |  |  |  |  |  |  |
|        |        |        |        |        |        |  |  |        |        |        |        |        |        |       |       |        |        |        |        |        |        |       |       |        |        |        |        |        |        |  |  |  |  |  |  |
|        |        |        |        |        |        |  |  |        |        |        |        |        |        |       |       |        |        |        |        |        |        |       |       |        |        |        |        |        |        |  |  |  |  |  |  |
| Jinora | Jinora | Jinora | Jinora | Jinora | Jinora |  |  | Ikki   | Ikki   | Ikki   | Ikki   | Ikki   | Ikki   |       |       | Meelo  | Meelo  | Meelo  | Meelo  | Meelo  | Meelo  |       |       | Rohan  | Rohan  | Rohan  | Rohan  | Rohan  | Rohan  |  |  |  |  |  |  |

### Toekomst
In de serie De Legende van Korra wordt het een en ander duidelijk over Aangs leven van na de serie. Hij is getrouwd met Katara en samen hebben ze drie kinderen gekregen:
- Kya, een Watermeester. Zij is vernoemd naar Katara's moeder
- Bumi, vernoemd naar Aangs jeugdvriend. Hij kon eerst niet sturen maar uiteindelijk kon hij in boek 3 van De Legende van Korra plots Luchtsturen.
- Tenzin, een Luchtmeester. Hij moet de nieuwe Avatar, Korra, leren Luchtsturen.

De tweede serie speelt 70 jaar na de originele serie. De nieuwe Avatar, Korra, is in deze serie reeds een tiener en is 17 jaar oud. Dat betekent dat Aang 53 jaar na afloop van de originele serie, dus op 65-jarige leeftijd (technisch gezien 165-jarige leeftijd), is gestorven. De reden dat Aang op deze voor Avatars relatief jonge leeftijd gestorven is (want normaal hebben Avatars een levensverwachting die hoger is dan gemiddeld) is een direct gevolg van het feit dat hij 100 jaar lang in het ijs heeft gezeten, en zich al die tijd in de Avatarstatus bevond.

## Inspiratie
Aang is gebaseerd op een tekening die Bryan Konietzko ooit maakte. Aanvankelijk tekende Bryan Konietzko hem als een man van middelbare leeftijd, maar dit werd later veranderd naar een kind. Voor Aangs gedrag en principes hebben vooral het boeddhisme en taoïsme als inspiratie gediend. Zo is Aang vegetariër omdat hij heeft geleerd dat al het leven heilig is.

## Stuurtechnieken
Als Avatar heeft Aang de aanleg om alle elementen te leren besturen.

### Luchtsturing
Aang staat bekend als de jongste Luchtstuurmeester in de geschiedenis en was een meester voor het begin van de series. Aang kreeg zijn tatoeages toen hij 35 van de 36 niveaus had bereikt en een nieuwe Luchtstuurtechniek had ontwikkeld, de luchtscooter. Omdat Aang een natuurlijk talent was, is dit de stuurkunst die hij het meest toepast tijdens gevechten. Aang heeft laten zien dat hij tornado's en stromingen van lucht kan maken om voorwerpen op te tillen of te verplaatsen. Aangs vaardigheden met Luchtsturen zijn geweldig, zelfs gevaarlijk, hoewel zijn natuurlijke Luchtnomade-bestaan hem ervan weerhoudt om te vechten en lucht te gebruiken als een dodelijk wapen, tenzij hij zich in de Avatar Trance bevindt. Aang gebruikt Luchtsturen ter verdediging en niet als aanval. Wanneer hij niet in een gevecht verkeert, gebruikt Aang zijn Luchtstuurtechnieken ook om te vliegen met zijn glijder. Indien hij in de Avatar Trance is, worden Aangs Luchtstuurtechnieken significant krachtiger waardoor hij met gemak massieve stenen weg kan blazen door middel van een windvlaag. Zodra Aang begint te leren over de andere elementen, voor tactische doeleinden, vertrouwt hij minder op Luchtsturen maar blijft het nog steeds zijn hoofdelement. Als vaardigheid van een meester in het Luchtsturen, is Aang met Luchtsturen uitzonderlijk, waardoor hij in staat is om te vechten met krachtige meesters of tegen een groot aantal tegenstanders.

### Watersturing
Hoewel Aang aan het begin eerst beter was in Watersturen dan zijn vriendin Katara, ontwikkelde Katara's vaardigheden exponentieel onder meester Pakku terwijl dit niet met Aang gebeurde. Hierdoor werd Katara Aangs Waterstuurmeester voor de komende periode. Aang bezat grote vaardigheden met Watersturen, hoewel hij dit element niet vaak gebruikt in de strijd, hij maakte meer gebruik van lucht en aarde. Hij draagt geen waterzak en stuurt liever met grote bronnen zoals rivieren, meren en oceanen. Toen Aang in de Vuurnatie zat (tijdens boek 3), had hij Watersturen onder de knie, en kon massieve getijden maken (met hulp van de Maangeest) of gehele stromen water sturen. Terwijl hij in de Avatar Trance zat, kon hij een gehele oceaan beïnvloeden en het laten opstijgen en gebruikte de maan om de getijden aan te trekken.

### Aardesturing
Omdat Aardesturen het natuurlijke tegenovergestelde is van Luchtsturen, had Aang grote moeilijkheid om aarde te sturen. Luchtstuurders vertrouwen op indirecte methodes van gevechten, terwijl aardestuurders een directe aanpak gebruiken. Wanneer Aang gedwongen werd om Sokka te redden, stond hij voor de grond in plaats om een conflict te vermijden, waar hij liet zien dat hij de houding van Aardestuurder had, waardoor vanaf dat moment zijn vaardigheden alleen maar toenamen. Voor de rest van de toekomende periode werden zijn vaardigheden alleen maar beter waardoor hij een gecombineerde aanval van aarde, lucht en water in een strijd wist te gebruiken. Aang kon grote rotsblokken sturen, massieve kolommen van steen laten vliegen of een aarden pantser maken dat om zijn hele lichaam gevormd kon worden voor bescherming. Toen Team Avatar zich gevestigd had in de Vuurnatie (tijdens boek 3), kon Aang een seismisch zicht toepassen, waarmee hij kon zien door de vibraties in de grond, hetzelfde zicht dat Toph gebruikt. Hiermee kon hij met een blinddoek om vechten en dingen detecteren. Als hij in de Avatar Trance zit, kan hij massieve kolommen van steen bewegen, keien comprimeren in steentjes of rotsen laten vliegen met enorme snelheden waarvoor geen psychische connectie met de grond was om te Aardesturen.

### Vuursturing
Vlak na zijn ontwaking kreeg Aang de mogelijkheid om Vuursturen te leren van meester Jeong Jeong, tegen de normale cyclus in (eerst lucht, dan water, vervolgens aarde en als laatste vuur). Terwijl hij aan het trainen was leerde Aang de basis van het Vuursturen met als resultaat dat hij Katara verwondde, waar hij grote schaamte voor had. Hij zwoer om nooit meer te Vuursturen uit angst dat hij iemand zou verwonden. Pas na de mislukking van de invasie ging Aang op zoek naar een Vuurstuurmeester. Nadat hij prins Zuko aannam als zijn meester, leerde Aang de ware aard van vuur van de Draken Ran en Shao waardoor Aang niet langer meer angst had voor Vuursturen. Daarop begon zijn training. Aang bleek een goede Vuurstuurder te zijn en leerde de agressieve houding aan van een Vuurstuurder. Aang wist de vaardigheid Dansende Draak toe te passen en beheerste een krachtige Vuurschop, waarmee hij een luchtschip van de Vuurnatie neer wist te halen (met de hulp van de kracht van de Komeet). In voorbereiding op het gevecht met Vuurheer Ozai, leerde Zuko hem de geavanceerde techniek van het doorsturen van bliksem, die hij op zijn beurt geleerd had van zijn oom Iroh. Terwijl Aang in de Avatar Trance zat, kon Aang een krachtige vernietigende stroom van vuur met gesmolten steen creëren.

### Energiesturing
Energiesturing is een speciale stuurtechniek die eeuwen geleden, voordat de Avatar voor het eerst verscheen en de mensen leerden de elementen te sturen, werd gebruikt. Aang leerde deze techniek in de laatste vier afleveringen van de serie van een oeroude leeuwenschildpad. Hij gebruikt de techniek uiteindelijk om de Vuurheer zijn Vuurstuurkrachten te ontnemen zodat hij hem onschadelijk kan maken zonder hem hiervoor te hoeven doden.